# Хабур
Хабу̀р (на турски: Habur Nehri; на арабски: نهر الخابور‎, Ел-Хабур) е река в Югоизточна Турция и Североизточна Сирия, ляв приток на река Ефрат. Дължина 486 km (в т.ч. около 320 km – участък с постоянно течение). Водосборен басейн 37 081 km². Река Хабур води началото си под името Алиетелли Харбеджирджиби от най-високите части на планината Караджадаг (крайно югозападно разклонение на Арменската планинска земя), на 970 m н.в., на територията на вилаета Шанлъурфа, в Югоизточна Турция. По цялото си протежение тече по платообразната равнина Джазира (Горна Месопотамия), отначало на югоизток, а след сирийския град Ал-Хасеке – на юг. В района на турския град Джейланпънар навлиза на сирийска територия, заобикаля от изток възвишението Ад ал-Азиз и в района на град Бусейра се влива отляво в река Ефрат, на 190 m н.в. Има няколко постоянно течащи притока, които са леви – Джирджиб, Мусаф и Джагджаг. Среден годишен отток в устието е около 42 m³/s (в средното течение около 70 m³/s). Количеството на водата в реката силно се мени в зависимост от сезона. Понякога причинява зимно-пролетни наводнения. Водите на реката се използват за напояване. На брега ѝ е разположен град Ал-Хасеке.